# Lappula macra
Lappula macra är en strävbladig växtart som beskrevs av Mikhail Grigoríevič Popov och Nikolai Vasilievich Pavlov. Lappula macra ingår i släktet piggfrön, och familjen strävbladiga växter. Inga underarter finns listade i Catalogue of Life.